# Diocese de Itabira-Fabriciano

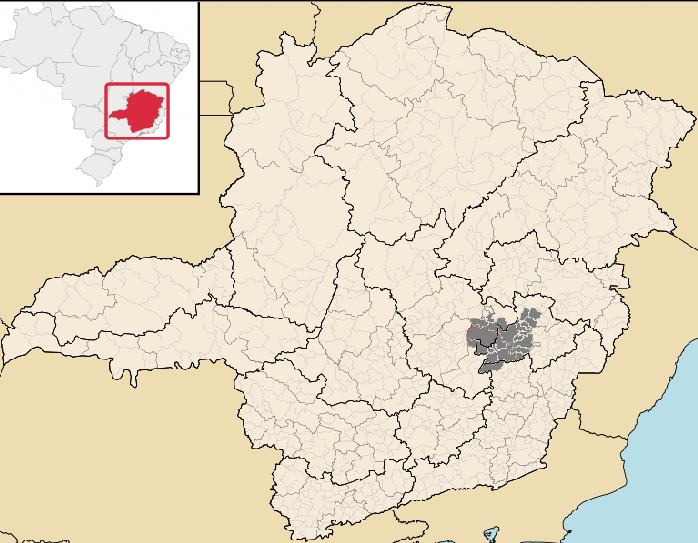
Mapa da Diocese de Itabira-Fabriciano.

A Diocese de Itabira-Fabriciano (Dioecesis Itabirensis-Fabriciannensis) é uma circunscrição eclesiástica da Igreja Católica no estado de Minas Gerais, Brasil. Pertence à Província Eclesiástica de Mariana e ao Conselho Episcopal Regional Leste II da Conferência Nacional dos Bispos do Brasil. A sé episcopal é representada pela Catedral Nossa Senhora do Rosário, no município de Itabira, enquanto que a Catedral de São Sebastião é a Concatedral diocesana, situada na cidade de Coronel Fabriciano.
A diocese foi criada pelo então Papa Paulo VI em 14 de junho de 1965 e sua área de abrangência engloba 24 municípios divididos em três regiões pastorais, cujas sedes estão em Itabira, João Monlevade e Coronel Fabriciano. Sua atuação extrapola a administração da Igreja Católica nos municípios os quais a integram, mantendo também programas e projetos visando tanto ao combate à desigualdade social quanto à defesa dos direitos sociais e básicos, por meio de suas pastorais sociais, além do fomento à manutenção de eventos e tradições religiosas nas cidades, coordenadas pelas paróquias locais.

## Histórico

### Criação
A diocese de Itabira foi ereta pelo Papa Paulo VI no dia 14 de junho de 1965, por meio da bula Haud inani, a partir de território desmembrado das arquidioceses de Mariana e Diamantina. Dom Marcos Antônio Noronha foi seu primeiro bispo, nomeado em 7 de julho do mesmo ano e empossado em 29 de dezembro. Com a criação, a antiga Igreja Matriz do Rosário, construída na primeira metade do século XIX, foi elevada à condição de catedral e sé episcopal. A Paróquia Nossa Senhora do Rosário, matriz da diocese recém-criada, teve sua ereção em 6 de abril de 1826.
A implantação das grandes indústrias do leste de Minas Gerais, como a Companhia Vale do Rio Doce (atual Vale S.A.) em Itabira, a Acesita (hoje Aperam South America), Usiminas e Cenibra na atual Região Metropolitana do Vale do Aço e a Companhia Siderúrgica Belgo-Mineira (atual ArcelorMittal Aços Longos) em João Monlevade, implicou um forte processo de transformação socioeconômica e cultural na região. O crescimento demográfico acelerado e, por vezes, sem controle, favoreceu o aumento do déficit habitacional e da violência. Dessa forma, a Igreja Católica passou a intervir com ensinamentos religiosos e a organização de projetos sociais. Sob esse contexto, no final da década de 60, a diocese e a Congregação Padres do Trabalho foram as principais responsáveis pela criação da Universidade do Trabalho (UT), atual Centro Universitário Católica do Leste de Minas Gerais (Unileste), no Vale do Aço.

### Crise e reassunção
Ao final da década de 1960, a diocese entrou em uma "crise", com um decrescente número de católicos em sua área de atuação, situação agravada pela renúncia de Dom Marcos em 2 de novembro de 1970, alegando discordâncias de decisões tomadas pela Igreja Católica no Vaticano a respeito de dogmas e moral. A tribulação da circunscrição foi agravada pelo desabamento da antiga Catedral de Itabira, com cerca de 150 anos de idade, devido a fortes chuvas, poucos dias depois da renúncia do bispo. Primeiramente houve a queda do teto, enquanto que o restante da edificação foi demolido pelo Corpo de Bombeiros e pelo serviço de segurança da Companhia Vale do Rio Doce, tendo em vista o risco iminente de desmoronamento. As paredes de barro cru estavam fortemente desgastadas por infiltração.
Sob o contexto de crise Dom Mário Teixeira Gurgel tomou posse em 18 de junho de 1971. Em sua administração destacaram-se a criação dos "vicariatos episcopais", com maior autonomia às comunidades regionais, além de uma reestruturação da administração interna da diocese e sua catequese. Ainda na década de 1970 foi criada a Gráfica Diocesana e a diocese passou a ser dividida em quatro Regiões Pastorais, com sedes em Coronel Fabriciano, Itabira, João Monlevade e São Domingos do Prata (a última extinta pouco tempo depois). Pouco depois da destruição da antiga catedral de Itabira foi iniciado pela iniciativa popular um movimento em prol da construção de um novo templo, incluindo um mutirão organizado por Dom Mário.
Ao longo de sua administração Dom Mário Teixeira Gurgel reforçou a atuação da diocese a favor da promoção social, com ações que incluíram adquirição de medicamentos destinados a instituições de caridade, construção e/ou reforma de habitações em Itabira, construção de centros comunitários em Itabira, Coronel Fabriciano e Ipatinga e concessão de auxílios financeiros a unidades de saúde, incluindo o Hospital Nossa Senhora das Dores em Itabira. Tais medidas buscavam sanar demandas da região e estavam alinhadas com o discurso de Papa João Paulo II, cujo pontificado se iniciou em 1978, marcando um enrijecimento da atuação da Igreja Católica em prol das causas sociais. Também foi implantada a Legião de Maria em várias cidades e foram criados o Dia da Diocese, o Boletim Litúrgico e a Missa da Unidade.

### Reorganização
O desabamento da igreja de Itabira levou à transferência das funções de espaço litúrgico episcopal para a Igreja Matriz de São Sebastião em Coronel Fabriciano. Isso impulsionou a designação deste município como cossede diocesana mediante o decreto Cum urbs vulgo Coronel Fabriciano do Papa João Paulo II, datado de 1º de junho de 1979, alterando a denominação da circunscrição para "Diocese de Itabira-Fabriciano". Em 24 de maio de 1985, a diocese cedeu território juntamente com a Diocese de Governador Valadares e a Arquidiocese de Diamantina para a criação da Diocese de Guanhães. A Catedral Nossa Senhora do Rosário, nova sé episcopal em Itabira, por sua vez, veio a ser consagrada após nove anos de obras em 29 de dezembro de 1985.
Em Coronel Fabriciano, também em meados da década de 80, a crescente quantidade de frequentadores das atividades da Paróquia São Sebastião impulsionou a construção da co-catedral diocesana, a atual Catedral de São Sebastião, consagrada em 4 de julho de 1993. Nesse mesmo ano, a diocese, sob intermédio de Dom Mário Teixeira Gurgel, foi uma das responsáveis pela criação da Fundação Comunitária de Ensino Superior de Itabira (Funcesi). O bispo renunciou ao cargo episcopal por limite de idade em 15 de maio de 1996, sendo nomeado como sucessor a seu pedido Dom Lélis Lara, responsável pela construção do Santuário Nossa Senhora da Piedade e do Carmelo da Santíssima Trindade em Coronel Fabriciano, além de projetos sociais e serviços de assistência social.
Ao começo do século XXI, outras duas renúncias ao bispado: de Dom Lara em janeiro de 2003 e de seu sucessor Dom Odilon Guimarães Moreira em fevereiro de 2013, por questões de saúde, cedendo o título a Dom Marco Aurélio Gubiotti. O jubileu de ouro da diocese, celebrado com seu aniversário de 50 anos de criação em 14 de junho de 2015, foi comemorado com duas romarias à Basílica de Nossa Senhora Aparecida e com o recebimento de uma Carta Apostólica de Sua Santidade o Papa Francisco destinada a Dom Marco Aurélio.

## Membros

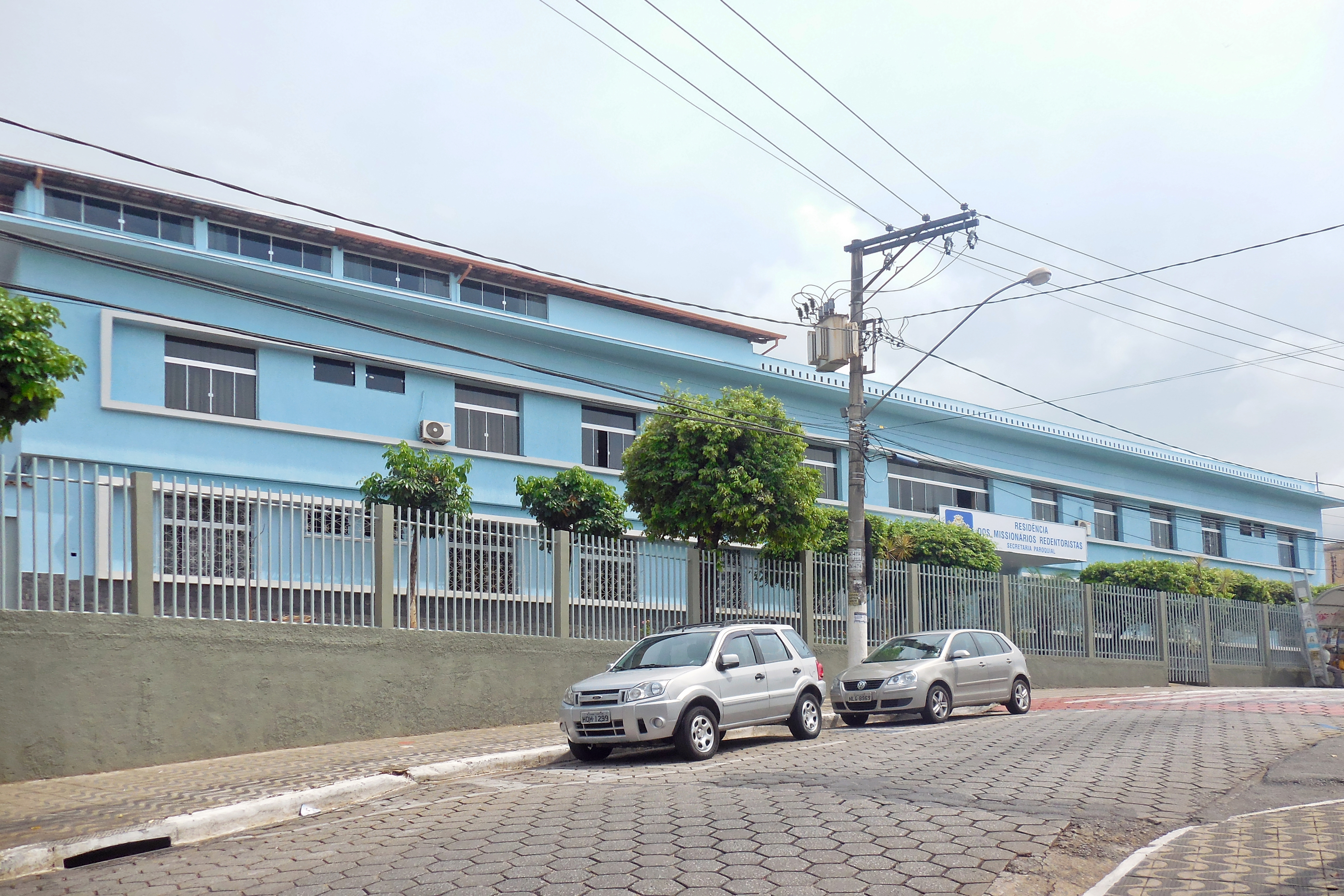
Residência dos Missionários Redentoristas em Coronel Fabriciano

Em 1970, foram publicadas as primeiras estatísticas sobre a então Diocese de Itabira, relatando que atendia a cerca de 300 mil católicos, 39 sacerdotes, 13 seminaristas (referentes ao ano 1967), 143 irmãs religiosas e havia 39 paróquias. Em 1980, agora como Diocese de Itabira-Fabriciano, havia 628 mil católicos, 20 sacerdotes, 16 seminaristas, 100 irmãs religiosas e um total de 33 paróquias, enquanto que em 1990 foram contabilizados cerca de 734 mil católicos, 16 sacerdotes, 18 seminaristas, 69 irmãs religiosas e 36 paróquias.
A partir da década de 1990, notou-se um decréscimo na população católica, mesmo levando em consideração a perda de parte de seu território para a criação da Diocese de Guanhães, sendo que em 1998 havia cerca de 640 mil católicos (80% da população total), enquanto que em 2001 eram 600 mil (75%) e em 2004 eram cerca de 497 mil (68,2%). Em 2007, no entanto, houve um aumento do número de adeptos ao catolicismo, com a área da diocese englobando cerca de 509 mil católicos (68,2% da população total). Esse crescimento permaneceu nos anos seguintes, acompanhando o crescimento populacional, chegando a 594 411 católicos em 2017, representando 67,2% do total de habitantes da área de abrangência.
Em 2007, havia 39 sacerdotes, 21 seminaristas, 34 irmãs religiosas e um total de 42 paróquias, enquanto que em 2017, estavam registrados 51 sacerdotes, 18 seminaristas, 25 irmãs religiosas e 50 paróquias. Em 2013, estavam presentes religiosos das congregações do Imaculado Coração de Maria, do Santíssimo Redentor (Redentoristas), dos Missionários Monfortinos, Clérigos Regulares Teatinos e dos Missionários Xaverianos.

## Bispos
Dom Marcos Antônio Noronha, nascido em 1924 no município mineiro de Areado, foi o primeiro bispo da Diocese de Itabira-Fabriciano, tendo sido nomeado pelo Papa Paulo VI em 7 de julho de 1965. Permaneceu no cargo até resignar-se em 7 de novembro de 1970, vindo a falecer em 1998. O atual bispo é Dom Marco Aurélio Gubiotti, que foi nomeado pelo então Papa Bento XVI no dia 21 de fevereiro de 2013, recebendo então sua ordenação episcopal em 26 de maio do mesmo ano em Ouro Fino, sua cidade natal, e tendo assumido a diocese em 16 de junho de 2013.
| #               | Nome                          | Período   | Notas         |
| Bispos          | Bispos                        | Bispos    | Bispos        |
| --------------- | ----------------------------- | --------- | ------------- |
| 5º              | Marco Aurélio Gubiotti        | 2013–     | Atual         |
| 4º              | Odilon Guimarães Moreira      | 2003–2013 | Bispo emérito |
| 3º              | Lélis Lara, C.Ss.R.           | 1996–2003 | Bispo emérito |
| 2º              | Mário Teixeira Gurgel, S.D.S. | 1971–1996 |               |
| 1º              | Marcos Antônio Noronha        | 1965–1970 | Bispo emérito |
| Bispo coadjutor |                               |           |               |
|                 | Lélis Lara, C.Ss.R.           | 1995–1996 |               |
| Bispo auxiliar  |                               |           |               |
|                 | Lélis Lara, C.Ss.R.           | 1976–1995 |               |

## Paróquias e subordinação

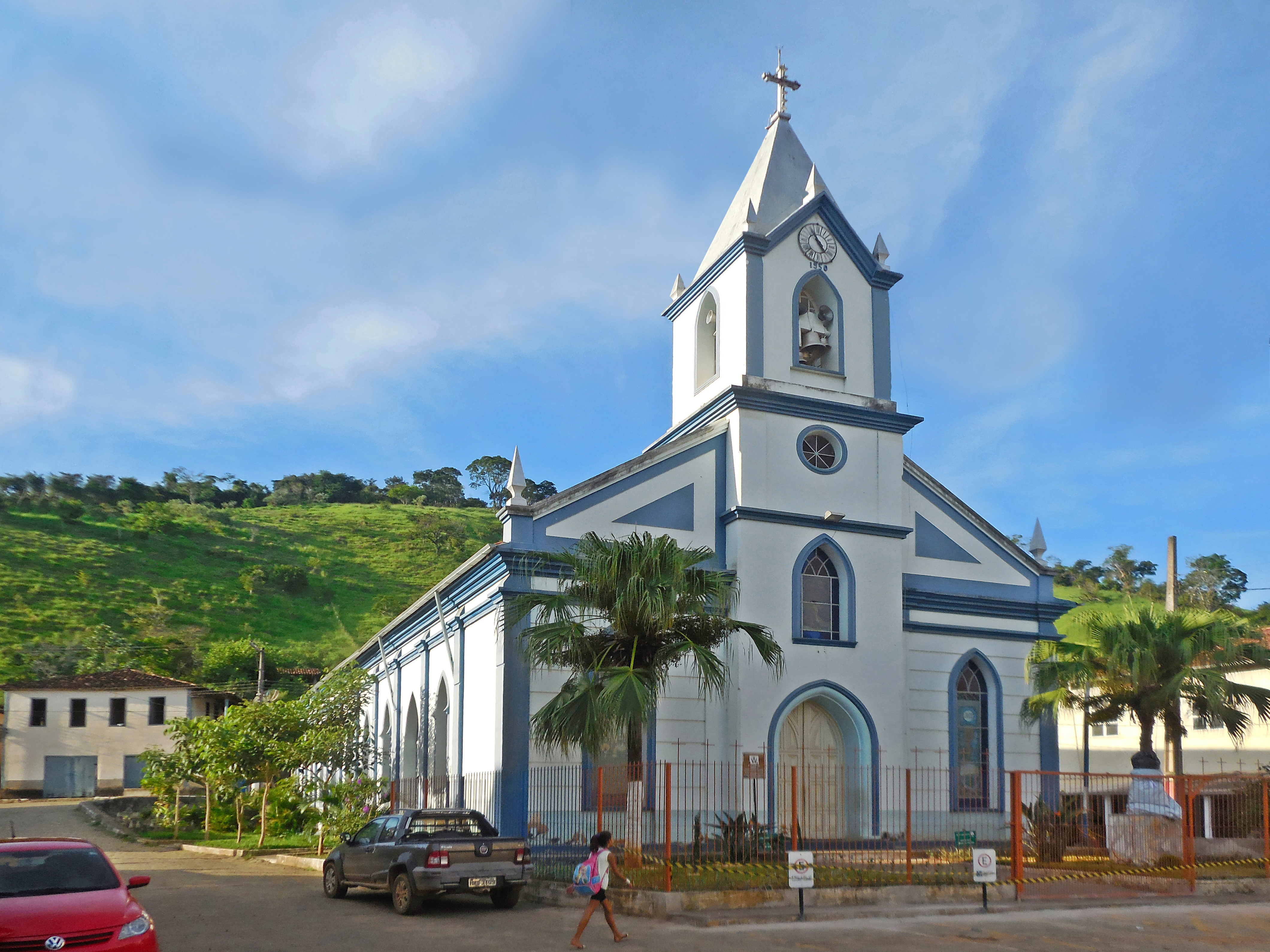
Igreja Matriz de São José, na Paróquia São José, em São José do Goiabal.

A diocese pertence à Província Eclesiástica de Mariana e ao Conselho Episcopal Regional Leste II da Conferência Nacional dos Bispos do Brasil (CNBB), sendo sufragânea à Arquidiocese de Mariana, e possui um total de 8 750 km². As sedes das paróquias estão distribuídas em 24 municípios e são divididas em três regiões pastorais. As informações a seguir são referentes a 2017.
- Região Pastoral I: tem como sede a cidade de Itabira. Havia 14 paróquias, sendo nove delas em Itabira e as restantes estavam sediadas nos municípios de Bom Jesus do Amparo, Itambé do Mato Dentro, Passabém, Santa Maria de Itabira e São Sebastião do Rio Preto.[13]
- Região Pastoral II: tem como sede a cidade de João Monlevade. Havia 13 paróquias, sendo quatro em Monlevade, duas em São Domingos do Prata e as restantes estavam sediadas nos municípios de Alvinópolis, Bela Vista de Minas, Dionísio, Nova Era, Rio Piracicaba, São José do Goiabal e São Gonçalo do Rio Abaixo.[13]
- Região Pastoral III: tem como sede a cidade de Coronel Fabriciano. Havia 23 paróquias, sendo dez delas em Ipatinga, três em Fabriciano, três em Timóteo, duas em Belo Oriente e as restantes estavam sediadas nos municípios de Antônio Dias, Jaguaraçu, Marliéria, Mesquita e Santana do Paraíso.[13]

A cossede da Diocese de Itabira-Fabriciano é a Catedral de São Sebastião, em Coronel Fabriciano, que está localizada no bairro Santa Helena e foi inaugurada em 1993, sendo também um dos principais monumentos religiosos da cidade. Sua construção foi necessária devido às lotações da Igreja Matriz, onde eram celebradas as missas da região central da cidade. A sé episcopal da diocese, por sua vez, está na Catedral Nossa Senhora do Rosário, em Itabira, que foi ereta em dezembro de 1985 em substituição à antiga Matriz de Nossa Senhora do Rosário, parcialmente destruída após um longo período chuvoso em 1970 e demolida pouco tempo depois.

## Administração e atuação social
São os principais órgãos administrativos da Diocese de Itabira-Fabriciano: a cúria diocesana, que representa os organismos e pessoas que auxiliam o bispo na administração da diocese, estando assim descentralizados nas regiões pastorais; o vigário-geral, poder ordinário no governo da diocese, subordinado ao bispo; o vigário episcopal, que ajuda o bispo diocesano na administração e na organização pastoral; o Conselho Presbiteral, que é formado por dez presbíteros que auxiliam o bispo a monitorar a diocese; o Colégio dos Consultores, formado por seis a dez presbíteros nomeados pelo bispo com atribuições definidas pelo código de direito canônico; o Conselho Diocesano para Assuntos Econômicos, composto por três pessoas que auxiliam o bispo com relação ao setor econômico da diocese; e a Câmara Auxiliar do Tribunal Eclesiástico, que introduz causas quando houver necessidade e as remete ao Tribunal Regional de Belo Horizonte ou à segunda entrância do Tribunal da Arquidiocese de São Paulo.

Sede da Rádio Educadora, administrada pela Congregação dos Missionários Redentoristas.

Dentro da diocese, os "conselhos" têm o objetivo de coordenar as ações da Igreja e são formados por sacerdotes, religiosos e leigos que representam seus respectivos grupos. O Conselho Pastoral Comunitário coordena a atuação da diocese na comunidade católica, o Conselho Pastoral Paroquial auxilia o controle da atuação da paróquia, o Conselho Pastoral Regional coordena em âmbito regional e o Conselho Pastoral Diocesano auxilia o monitoramento da diocese como um todo. A circunscrição mantém ainda a Gráfica Diocesana, sediada em Itabira, que realiza serviços gráficos em geral, como impressão de jornais, folders e panfletos, e a Congregação dos Missionários Redentoristas mantém a Rádio Educadora, em Coronel Fabriciano, que foi criada em 1966 como a primeira emissora de rádio do Vale do Aço e está presente nas frequências AM e FM.
A Caritas Diocesana de Itabira, filiada à Caritas Brasileira e oficializada em 25 de setembro de 1967, atua por meio de programas e projetos visando ao combate à desigualdade social e à defesa dos direitos sociais e básicos. Dentre outros serviços prestados à população pela diocese, destacam-se o Clube de Mães, criado na década de 1980 e que ministra atividades ligadas à culinária, lazer e artesanato proporcionando a integração entre as mães, estando presente em diversas cidades; e a Sociedade de São Vicente de Paulo (SSVP), organização fundada em Paris no século XIX e está presente em Itabira, João Monlevade, Bela Vista de Minas, Timóteo, Coronel Fabriciano e Ipatinga por meio da diocese, mantendo asilos e atividades sociais com idosos. Por vezes, os serviços recebem auxílios governamentais econômicos e de manutenção.
Os serviços comunitários estão associados às atividades das pastorais sociais, coordenadas pela diocese. Além do Clube de Mães, da Sociedade de São Vicente de Paulo e da Caritas Diocesana, incluem a Pastoral da Criança, Pastoral do Menor, Pastoral da Saúde, Pastoral Operária, Pastoral Carcerária, Pastoral da Sobriedade, Pastoral da Esperança, Pastoral da Moradia, Pastoral do Migrante, Catequese, Grupos de Reflexão, Pastoral da Juventude, Pastoral do Dízimo e a Pastoral do Batismo, cada uma visando a atuar em suas respectivas áreas. A Campanha da Fraternidade também se faz presente na diocese, realizada anualmente, por meio da conscientização da população em relação a um problema social.

## Festas e eventos

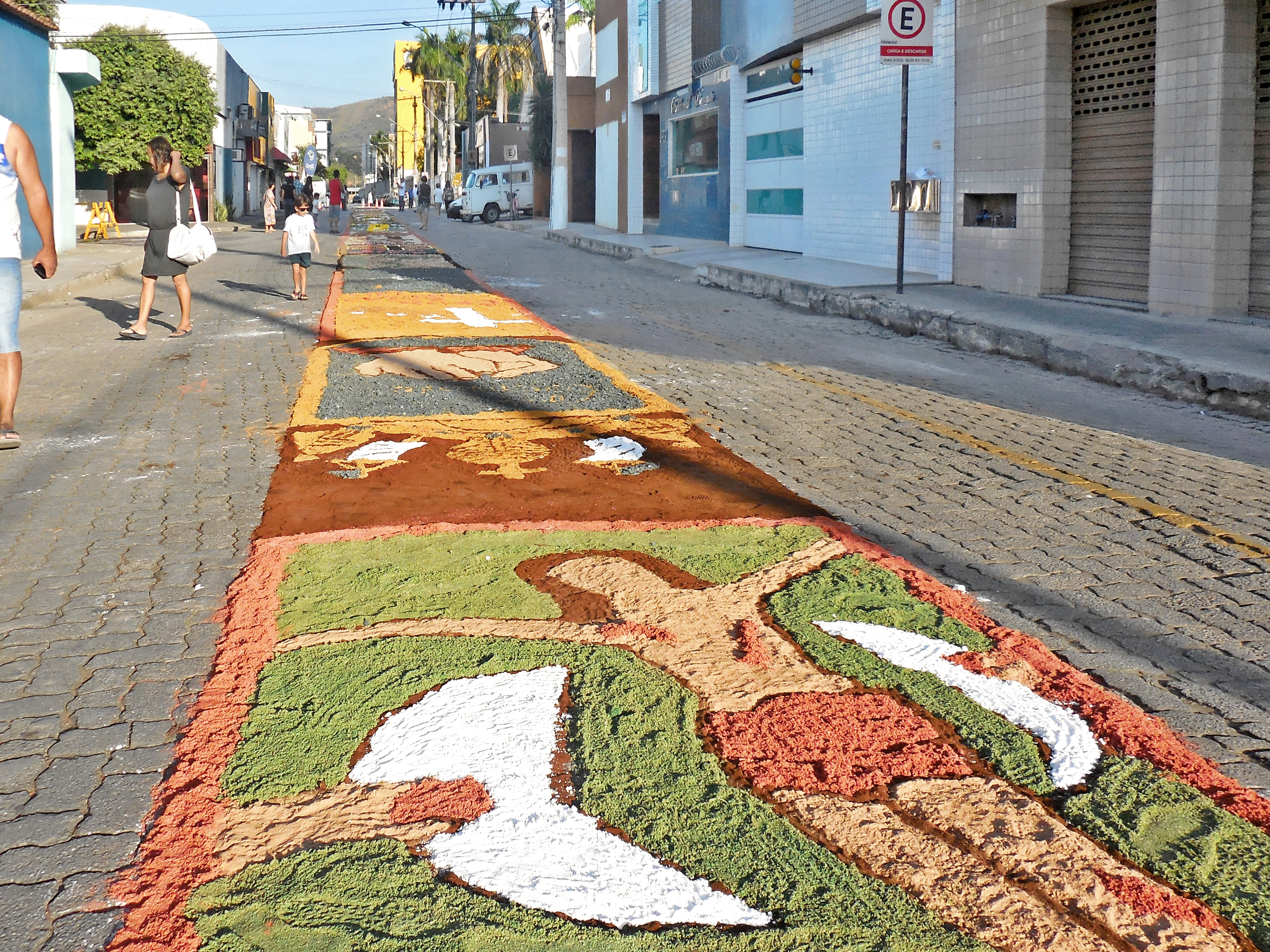
Tapetes das comemorações de Corpus Christi em Coronel Fabriciano em 2016, preparado para a procissão.

A diocese, através de suas paróquias, é a responsável pela manutenção de tradições religiosas que configuram-se como principais eventos e manifestações culturais de alguns municípios. Em Coronel Fabriciano, por exemplo, destacam-se a Festa de São Sebastião, padroeiro municipal, juntamente ao aniversário da cidade, em janeiro; a Semana Santa, quando são organizadas pela Paróquia São Sebastião procissões e encenações, sendo mantidos rituais, vestes e indumentárias da década de 1940; e o Corpus Christi, com tapetes de serragem colorida confeccionados nas ruas dos bairros Santa Helena e Professores. As celebrações da Semana Santa e Corpus Christi se fazem presentes em outras cidades, como em Itabira, onde também se destaca a Festa do Rosário, organizada em outubro, com missas e procissões em homenagem a Nossa Senhora do Rosário.
Também há festas em homenagem a São Sebastião em Ipoema (Itabira), São Domingos do Prata, Dionísio, Ipatinga e Timóteo; Festa de São José, em março, em Nova Era e São José do Goiabal; Festa de Nossa Senhora da Penha em Bom Jesus do Amparo, em abril; as festas juninas em ocasião das comemorações de Santo Antônio e São Pedro, em junho; a Festa de Nossa Senhora do Livramento, em São Domingos do Prata, em agosto; a Festa do Senhor Bom Jesus, em celebração ao Jubileu, em Belo Oriente, em setembro; a Festa de Nossa Senhora do Rosário, em Santa Maria de Itabira, também em setembro; a Festa de Nossa Senhora da Conceição Aparecida, em outubro; e as celebrações de Natal.